# Carl Stenborg
Carl Stenborg, född 8 september 1752 i Stockholm, död 1 augusti 1813 i Stockholm, var svensk operasångare (tenorbaryton), skådespelare och teaterledare. Han utnämndes till hovsångare 1773.

## Bakgrund
Stenborg föddes som son till Petter Stenborg och Anna Krüger eller Kröger (gifta 5 juni 1743). Han hade två bröder: Johan Fredrik (1743–1813) och Nils Gustaf (1748–1780); Johan studerade i Uppsala 1761, blev kanslist och kopist vid inrikes civilexpeditionen och var expeditionssekreterare 1793–1813, Nils anställdes vid livregementet, blev kvartermästare och 1773–1780 medelmåttig sångare vid Operan. Carl debuterade som konsertsångare vid en konsert av Zellbell vid tretton års ålder 1766. Han fick en fin utbildning – även om han inte finns antecknad vid Uppsala, 1767 antogs han i riksmarskalkämbetet och blev samma år hovkanslist med alla privilegier, vilket han var fram till 1780. Detta trots att fadern var fattig ända fram till slutet av 1770-talet. Hans mor var före giftermålet hushållerska hos riksrådet Adam Horn, som ska ha stått fadder åt Carl och bekostat hans utbildning; han ska delvis ha växt upp i dennes hus. Det var också märkligt att en hovkanslist kan ha tillåtits vara aktiv som skådespelare, ett på den tiden mycket föraktat yrke. Det ryktades att Horns beskydd berodde på att modern hade varit hans älskarinna och han därför gynnade hennes söner, vare sig de var hans barn eller inte.
Då faderns trupp, Stenborgs Sällskap, efter att brev från Petter Stenborg till Gustav III, där han vädjade för den svenska teatern, fick tillåtelse att uppträda för kungen på Stora Bollhuset, som stod tomt, den 11 mars 1772, inleddes föreställningen med ett tal av Carl, som vädjade om beskydd för den svenskspråkiga teatern. De uppförde pjäserna Menechemerne och Oraclet, som ansågs mycket dåliga av den franskspråkiga adeln men applåderades mycket av allmänheten. Det var detta som fick Gustav III att grunda den svenska Operan året därpå.
Han var från 1793 gift med Elisabeth Olin den yngre.

## Operakarriär
Stenborg var skådespelare i sin fars teater, Humlegårdsteatern, då han uppträdde med Sveriges första stora primadonna Elisabeth Olin i den pjäs som brukar kallas den första svenska operapjäsen [1773 Thetis och Pelée som invigde den svenska Operan. Denna föreställning, där han själv spelade titelrollen mot Olin, samlade dem som skulle utgöra landets första infödda operatalanger: han spelade här mot Hedvig Wigert (Doris), Lars Lalin (Jupiter), Anders Nordén (Neptunus), Nils Gustav Stenborg (Merkurius), Betty Olin (Kärleken) och Hans Björkman och Johan Filip Lising i mindre roller. Italienaren abbé Domenico Michelessi bedömde Stenborg och Olin ”båda värdiga en av de bästa teatrarna i Italien”. Om de båda huvudrollsinnehavarna sades: 
| ” | Fru Olin har en stark och komplicerad roll, som måste lämna sig åt våldsamma och stridande känslor, uppfyller alla dessa scener på ett sätt, som visar både begrepp och lifaktighet. Af det man redan sett af fru Olin är lätt att döma till hennes ofelbara skicklighet att bestrida hvad svår roll som helst i en tragedi. Huruvida detta senare kan sägas om hr Carl Stenborg lämnas ännu därhän … men hvad man med obestridlig visshet kan försäkra är det, att uti alla pastorala representationer är han hos oss ännu den förste aktör. Hans ställning, utseende, röst- allt träffar in med den lekande, den glada, den välgörande aktionen. Äfven i komdien intager hr Stenborg ett af de första rummen, kort sagt uti alla de roller, som ej böra beklädas af tunga personer, ej få utföras med besvärade gester. | „ |

Stenborg anställdes vid Operan i Bollhuset vid Slottsbacken, där han var ledande manliga sångare de första åren. Han fick en rival i Christopher Christian Karsten, som tillsammans med honom blev den gustavianska epokens manliga stjärnor, men deras stilar var olika; i Operan Gustaf Vasa sades det: 
| ” | då Karsten med sin starka, klangfulla, allt behärskande stämma skakade åhörarens hela nervsystem, förtjuste dem och befallde beundran, trängde Stenborgs mjuka, känsliga, melodiska toner till hjärtat och fyllde ofta ögat med sympatiska tårar. | „ |

Han fick livstidskontrakt vid Operan 1780, blev hovsekreterare 1782 och invaldes den 5 december 1782 som ledamot nr 86 av Kungliga Musikaliska akademien. Från 1780 tog han emot elever på operan. Från 1800 var han inte längre aktiv på Operan.

## Roller
Stenborg spelade i Acis och Galathea av Händel mot Elisabeth Olin 1773, Glucks Orfeus och Eurydike mot Elisabeth Olin, i Silvie av Berton och Trial mot Elisabeth Olin säsongen 1773–1774, Æglé mot Lovisa Augusti (1774–1775), Aline, drottning av Golconda av Uttini mot Elisabeth Olin 1775–1776, Lucile mot Augusti (1775–1776), Procris och Cephal mot Elisabeth Olin 1777–1778, Ifigenia i Aulis av Gluck mot Elisabeth Olin (1778–1779). Han spelade i Alceste av Gluck mot Caroline Müller och Christopher Christian Karsten säsongen 1780–1781, Roland av Quinault mot Caroline Müller och Christopher Christian Karsten 1781–1782, i Ifigenia på Tauris av Gluck mot Caroline Müller och Christopher Christian Karsten, i Gustaf Wasa av Naumann mot Caroline Müller och Christopher Christian Karsten 1785–1786, i Armide av Lully mot Caroline Müller och Christopher Christian Karsten 1786–1787, i Gustaf Adolf och Ebba Brahe mot Franziska Stading, Caroline Müller och Christopher Christian Karsten 1787–1788, i Aeneas i Carthago av Kraus mot Caroline Müller och Christopher Christian Karsten 1799–1800. Under 1796 medverkade han i föreställningen Karavanen som hölls för att fira kungens myndighetsförklaring och spelade där mot Christopher Christian Karsten, Inga Åberg, Louis Deland, Abraham de Broen och Caroline Müller. 27 maj 1807 hade han en sångroll i pjäsen "Eremiten eller Fadershjertat" hos en ambulerande landsortstrupp, där många i truppen annars brukade spela i Göteborg, som besökte Malmös "Kongliga Priviligierade Theater" på Grynbodgatan 3.
| År   | Roll         | Produktion                   | Regi | Teater                               |
| ---- | ------------ | ---------------------------- | ---- | ------------------------------------ |
| 1773 | Pelée        | Thetis och Pelée             |      | Stora Bollhuset                      |
| 1773 | Acis         | Acis och Galatea             |      | Stora Bollhuset                      |
| 1773 | Orfeus       | Orfeus och Eurydike          |      | Stora Bollhuset                      |
| 1774 | Amintas      | Silvie                       |      | Stora Bollhuset                      |
| 1775 | Apollo       | Æglé                         |      | Stora Bollhuset                      |
| 1776 | St. Phar     | Aline, drottning av Golkonda |      | Stora Bollhuset                      |
| 1776 | Dorval       | Lucile                       |      | Stora Bollhuset                      |
| 1777 | Alexis       | Alexis eller Deserteuren     |      | Stora Bollhuset                      |
| 1778 | Cephal       | Procris och Cephal           |      | Stora Bollhuset                      |
| 1778 | Amphion      | Amphion                      |      | Stora Bollhuset                      |
| 1778 | Jerome       | Gripon och Martin            |      | Stora Bollhuset                      |
| 1781 | Adamete      | Alceste                      |      | Stora Bollhuset                      |
| 1781 | Medor        | Roland                       |      | Stora Bollhuset                      |
| 1783 | Orestes      | Iphigénie en Tauride         |      | Gustavianska operahuset              |
| 1784 | Atys         | Atys                         |      | Gustavianska operahuset              |
| 1786 | Gustaf Wasa  | Gustaf Wasa                  |      | Gustavianska operahuset              |
| 1787 | Renaud       | Armide                       |      | Gustavianska operahuset              |
| 1788 | Alonzo       | Cora och Alonzo              |      | Gustavianska operahuset              |
| 1788 | Gustaf Adolf | Gustaf Adolph och Ebba Brahe |      | Gustavianska operahuset              |
| 1796 | Osman        | Caravanen                    |      | Gustavianska operahuset              |
| 1799 | Aeneas       | Aeneas i Carthago            |      | Gustavianska operahuset              |
| 1800 | Major Palmer | Major Palmer                 |      | Gustavianska operahuset              |
| 1800 | Polinice     | Oedipe i Athen               |      | Gustavianska operahuset              |
| 1803 | Anakreon     | Anakreon på Samos            |      | Gustavianska operahuset              |
| 1807 | Eremiten     | Eremiten eller Fadershjertat |      | Malmös Kongl. Priviligierade Theater |

## Teaterdirektör
Genom sitt engagemang på Kungliga teatern kunde han inte uppträda i sin fars trupp, men var fortfarande en intresserad rådgivare och tog 1780 över faderns trupp; 1788 fick han tillåtelse att uppträda själv i den. Som anställd vid Operan kunde han inte turnera och grundade därför Eriksbergsteatern för truppen.
Åren 1780–1784 var han direktör för Eriksbergsteatern och 1784–1799 för Munkbroteatern. År 1782 förlovade han sig med Betty Olin och 1793 gifte de sig. Han turnerade tillsammans med sin fru då hon sjöng i Köpenhamn och Oslo 1794–1795. Då Munkbroteatern stängdes 1799 turnerade han i resande sällskap; 1799 hos Johan Peter Lewenhagen i Kristianstad och 1802 hos Anders Lundqvist i Göteborg, 1804–1809 med ett eget teatersällskap. Han fick formellt avsked från operan 1806 och blev notarius publicus 1809.
Stenborg samlade den musikaliska och konstnärliga världen hos sig i sitt hem i Stockholm och i sitt lantställe i Blackeberg i Spånga socken (köpt 1794) och hade bra ekonomi under sin tid som direktör, men efter att teatern stängdes 1799 blev han snabbt fattig. Orsaken anses vara hans mycket utnyttjade generositet; han lånade ofta ut pengar till andra som han inte brydde sig om att kräva tillbaka, särskilt till sina skådespelare, bland annat till Lisette Stenberg och Johan Petter Lindskog, (som båda gjorde flera personliga konkurser), förutom att han försörjde en stor del av sin släkt, förutom sin mor, som dog vid 93 års ålder 3 april 1803, även sin bror Nils änka, hennes son, dotter och svärfar, och ska också ha tagit in Gustav Åbergsson som fosterbarn; 1800 tvingades han sälja sitt lantställe, 1805 förklarades han i konkurs. Han hölls sin sista konsert i Riddarhuspalatset 27 februari 1808 ackompanjerad av ”till allas stora öfverraskning” Elisabeth Olin, samt Hovkapellet, Haeffner, Freidrich Müller, Jeanette Wässelius och hans dotter ”pianovirtuosen” Carolina Stenborg (1798–1869), som han undervisat och låtit debutera i Norrköping 1804. Han dog i fattigdom.

## Eftermäle
Stenborgare, en sorts kryddat brännvin, har fått sitt namn efter Stenborg. Det är en tämligen söt snaps med tillsats av pomeransskal, anis och fänkål. Enligt legenden brukade Stenborg vid pauser avvika till Operakällaren och där inta en eller flera stenborgare. Drycken finns alltjämt på Operakällaren.

## Verklista

### Sångspel
- Casper och Dorothea eller Heroisk djurgårdsballet, parodi på Acis och Galatea (Carl Israel Hallman), 1775.
- Konung Gustaf Adolfs jagt, komedi i 3 akter med sång (från ett franskt original), 1776.
- Skeppar Rolf och Gunild, parodi på Birger Jarl och Mechtild (Carl Israel Hallman), 1777.
- Pethis och Thelée, parodi på Thetis och Pelée i 3 akter (Carl Israel Hallman), 1779.
- Don Mico och Lesbina, operett i 1 akt (från ett italienskt original), 1780.
- Så blefvo alla nöjda eller Det lyckliga tillfället, operakomedi i 1 akt (Carl Envallsson), 1782.
- Gustaf Ericsson i Dalarne, pjäs med sång i 3 akter (Carl Envallsson), 1784.

#### Inslag i sångspel
- Arior i Målaren kär i sin modell av Duni, 1782.
- Balett med kupletter i Alexis, 1777.
- Aria ur Eremiten, u.å.

### Solosång med orkester
- Aria till minne av statsvälvningen, 1773.
- Aria till Prologen den 1 november 1796, ”O! Du som skall en dag”.
- Högtidssång på årsdagen av Gustaf III:s kröning, 1773.
- Kom Zephis blif i ett som våren.
- Nu ryktet över allt, till svenska folkets heder.
- Tyst hörs en röst mej kalla.

### Två röster med orkester
- E non deggio.
- Parentationsmusik den 6 maj 1798 uti N:O: Recitativ och duett. 2 röster och stråkar.
- Parentationsmusik för Ekeblad, ”At äga störste kungars”, 1773.

### Sång och piano
- Ach! At Konung, Råd och Ständer, Den 26 februari 1789.
- Air. ”Hvad grufligt qval af ömhet brinna”.
- Bröder, se bålen.
- Fogelfångaren.
- Hébé.
- Kärlekens lif.
- Man skall vara Herre i sitt hus.
- Ungdomen ”Förlåten! Gubbar” (Text: Johan Elers).

#### Duett
- En öm saknad af en god vän ”Om vänskap är et heligt band” (Text: Johan Elers).

### Kör med ackompanjemang
- Kantat den 25 februari 1808, ”Det fordna Grekland skröt”.

## Översättningar
- Alexis eller Deserteuren av Michel-Jean Sedaine.[7]